# Didemnum verdantum
Didemnum verdantum är en sjöpungsart som beskrevs av Kott 200. Didemnum verdantum ingår i släktet Didemnum och familjen Didemnidae. Inga underarter finns listade i Catalogue of Life.